# ريكو لويس
ريكو لويس (بالإنجليزية: Rico Lewis)‏ هو لاعب كرة قدم بريطاني في مركز الدفاع، ولد في 21 نوفمبر 2004. يلعب مع نادي مانشستر سيتي ومنتخب إنجلترا.

## وصلات خارجية
- ريكو لويس على موقع الاتحاد الأوربي (الإنجليزية)
- ريكو لويس على موقع إي إس بي إن إف سي (الإنجليزية)
- ريكو لويس على موقع قاعدة بيانات كرة القدم.إي يو (الإنجليزية)
- ريكو لويس على موقع ليكيب (الفرنسية)
- ريكو لويس على موقع ناشيونال فوتبول تيمز (الإنجليزية)
- ريكو لويس على موقع Soccerbase.com (لاعب) (الإنجليزية)
- ريكو لويس على موقع Soccerway.com (الإنجليزية)
- ريكو لويس على موقع عالم كرة القدم.نت (الإنجليزية)